# Olphaert den Otter
Olphaert den Otter (Poortugaal, 24 april 1955) is een Nederlands beeldend kunstenaar, werkzaam als schilder, tekenaar, wandschilder, animator, en docent aan academie.
Het werk van Den Otter herbergt een "fraaie spanning bereikt tussen figuratie en het autonome schilderen." Hij schildert met ei-tempera, waarbij hij ondanks de gebruikelijke matheid "toch warme, stralende kleuren te verkrijgen."

## Levensloop
Den Otter volgde een opleiding aan de Academie voor Beeldende Kunsten in Rotterdam van 1976 tot 1981. Hij kreeg daar les kreeg van onder meer Woody van Amen, Arie van Geest en Jaap van den Ende. Sinds 1981 is hij werkzaam als zelfstandig beeldend kunstenaar. 
Naast kunstenaar is Den Otter sinds eind jaren tachtig docent schilderen bij diverse academies, waaronder Academie Minerva in Groningen, de Willem de Kooning Academie in Rotterdam en de Sommerakademie in Dresden. 
Zijn werk bevindt zich in de collecties van diverse musea als Museum Boijmans Van Beuningen en het Stedelijk Museum.

## Werk

### Solo-exposities (selectie)
- 1985 Pictura, Dordrecht

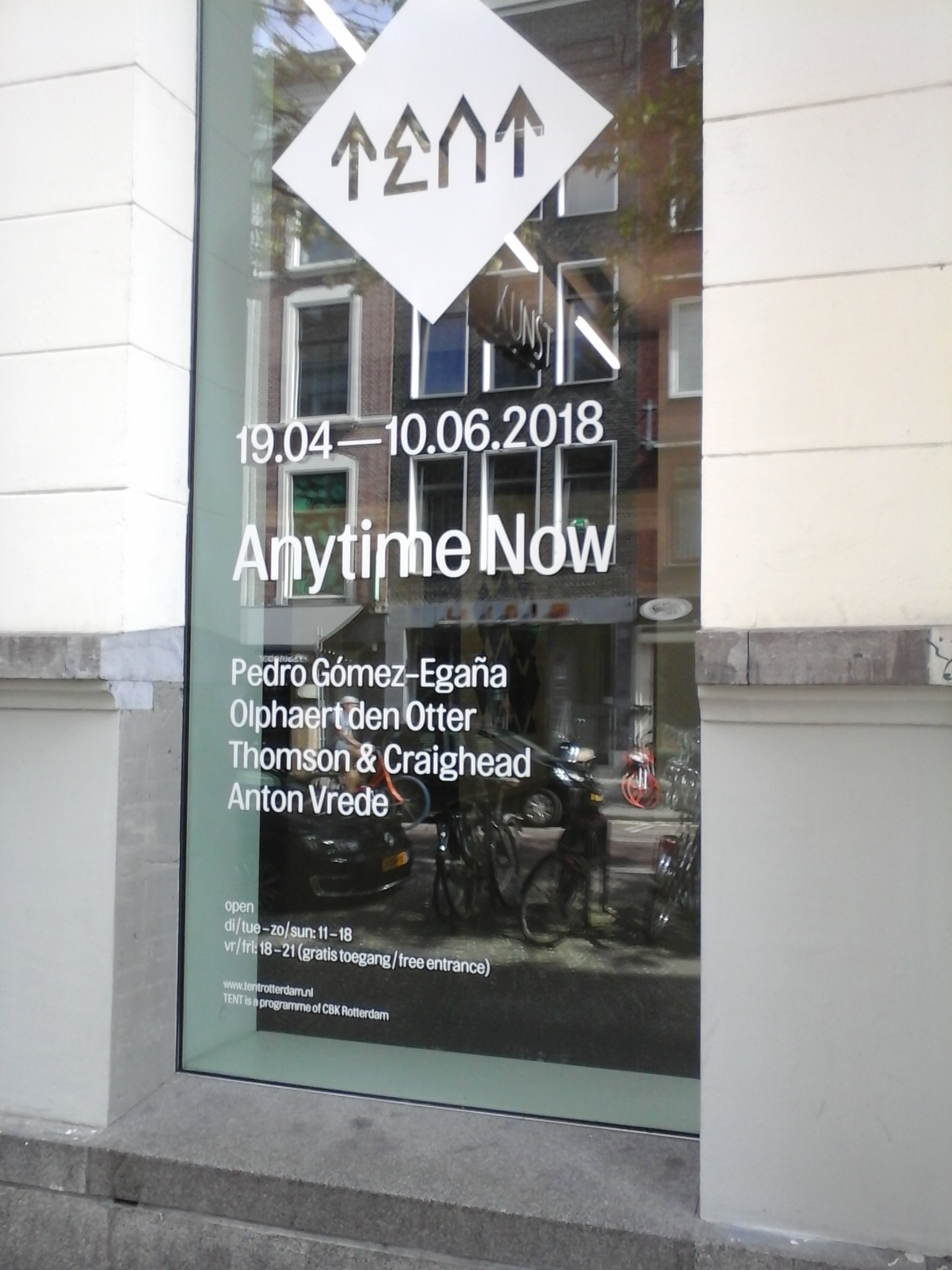
De TENT groepsexpositie Anytime Now, 2018

- 1990 Centrum Beeldende Kunst/Galerie van Kranendonk, Rotterdam[4]
- 2001 Gothaer Kunstforum, Keulen
- 2004 Natuurhistorisch Museum Rotterdam (Nachtschadeserie)
- 2005 Museum van Nagsael, Rotterdam
- 2005 Galerie van Kranendonk (met Hidde van Schie en Harold Linker)
- 2006 Kasteel van Rhoon, Rhoon (met Geert Baas)
- 2008 Museum Boijmans Van Beuningen, Rotterdam (Stal- & kluismorfologieserie)

### Opdrachten
- 1989 Beurs/World Trade Centre, Rotterdam: plafondschildering centrale hal
- 1991 Stadhuis Rotterdam: kunstwerk wethouderskamer
- 1991 DeltaLloyd-Vastgoed, Badhoevedorp: driedelig werk voor de entree-lobby
- 1994 Woonhuis C.Eirond, Utrecht: plafondschildering, in samenwerking met Rob Birza
- 2002 Nieuw stadsprospect van Rotterdam, als huwelijksgeschenk van de Rotterdamse bevolking aan prins Willem-Alexander en prinses Máxima
- 2003 het Albertinum, idem
- 2003 Swannzij, idem
- 2004 Sodom & Gomorra, een multimediale wandtekening bij de productie van het Proustproject van het RO Theater

### Galerie

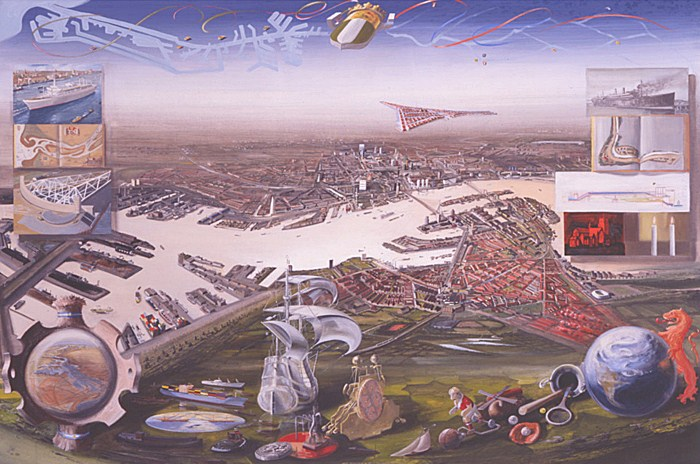
Nieuw prospect van Rotterdam, 2001
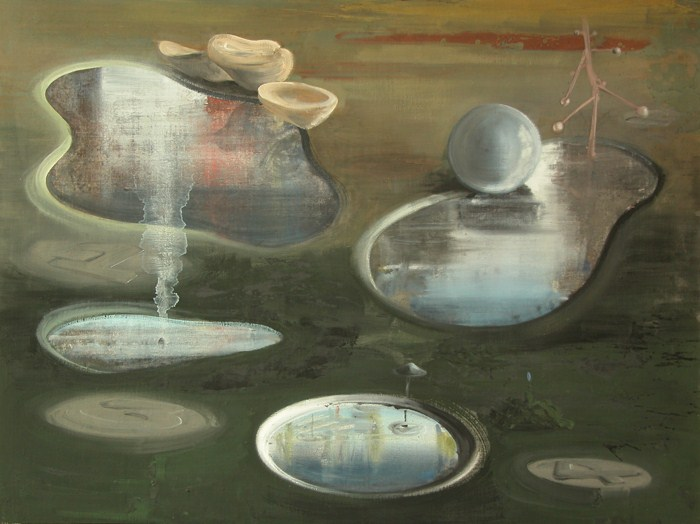
Private sinks,2001
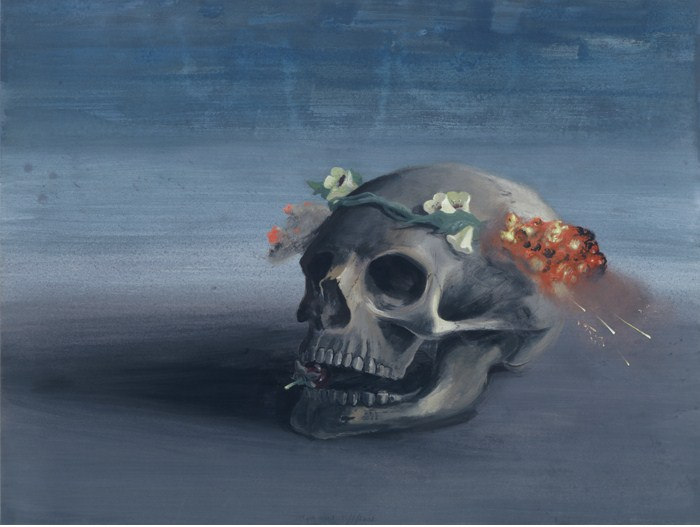
Letale roes,2002
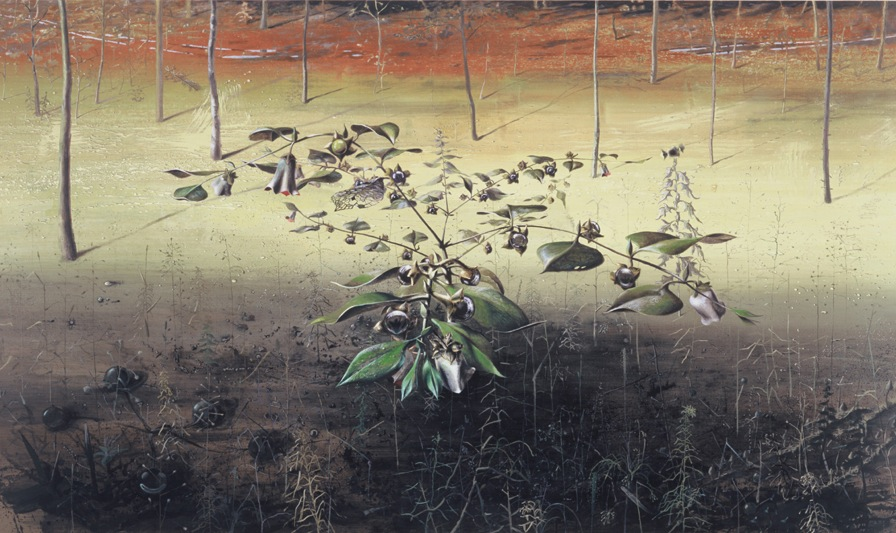
Wolfskers, 2003
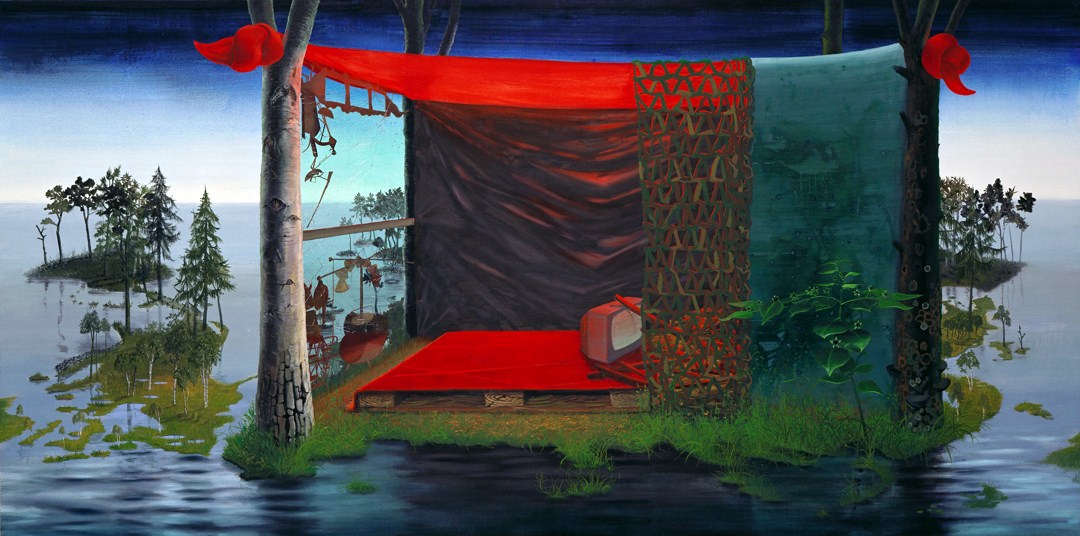
De Buitenplaats, 2007
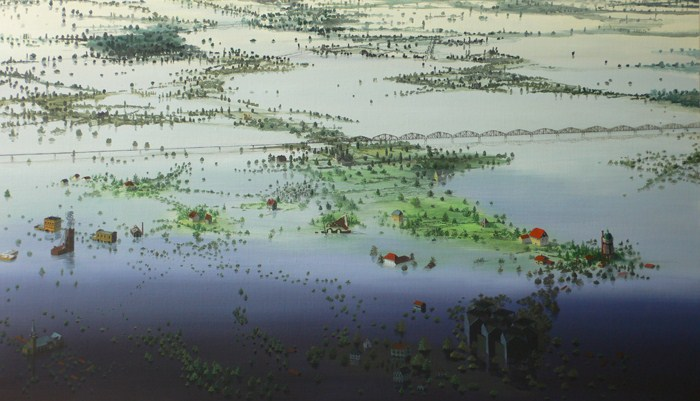
Elementen-Water,2008

## Publicaties, een selectie
- Olphaert den Otter [Rotterdam, 1990]. C.B.K./Centrum Beeldende Kunst, 1990
- Marja Bosma, Frits de Coninck, Pieter van Oudheusden. World stress painting: Olphaert den Otter. 2014.